# ارموشیخا
ارموشیخا (به لاتین: Ermoshikha) یک منطقهٔ مسکونی در روسیه است که در سرزمین آلتای واقع شده‌است.